# 22—23-я линии Васильевского острова
22—23-я ли́нии Васи́льевского о́строва — улица в Василеостровском районе Санкт-Петербурга. Проходит от набережной Лейтенанта Шмидта до Среднего проспекта Васильевского острова.

## История
В начале XVIII века многие проезды Санкт-Петербурга назывались линиями, поскольку имели один ряд (одну линию) домов. В основном это были набережные рек и каналов. В «Описаниях российского императорского города Санкт-Петербурга» немецкий путешественник И. Г. Георги пишет: «Каждая из сих улиц разделяется в середине небольшими досками обкладенным каналом на две улицы; ряд домов в каждой из таких улиц называется линиею, в коих в каждой улице по две.» Первое упоминание линий на Васильевском острове относятся к 1710-м годам. По указу от 26 апреля 1767 года каналы были засыпаны, и получились обыкновенные проезды, однако стороны одной улицы сохранили разные номерные названия.
Первоначально линии проходили от реки Невы до Большого проспекта Васильевского острова. В 1891 году продлены до Среднего проспекта. 23-я линия в 1774—1778 годах носила название Матисовская линия (по Матисову острову на другом берегу Невы). У этой линии находилась пристань перевоза через Неву.

## Достопримечательности

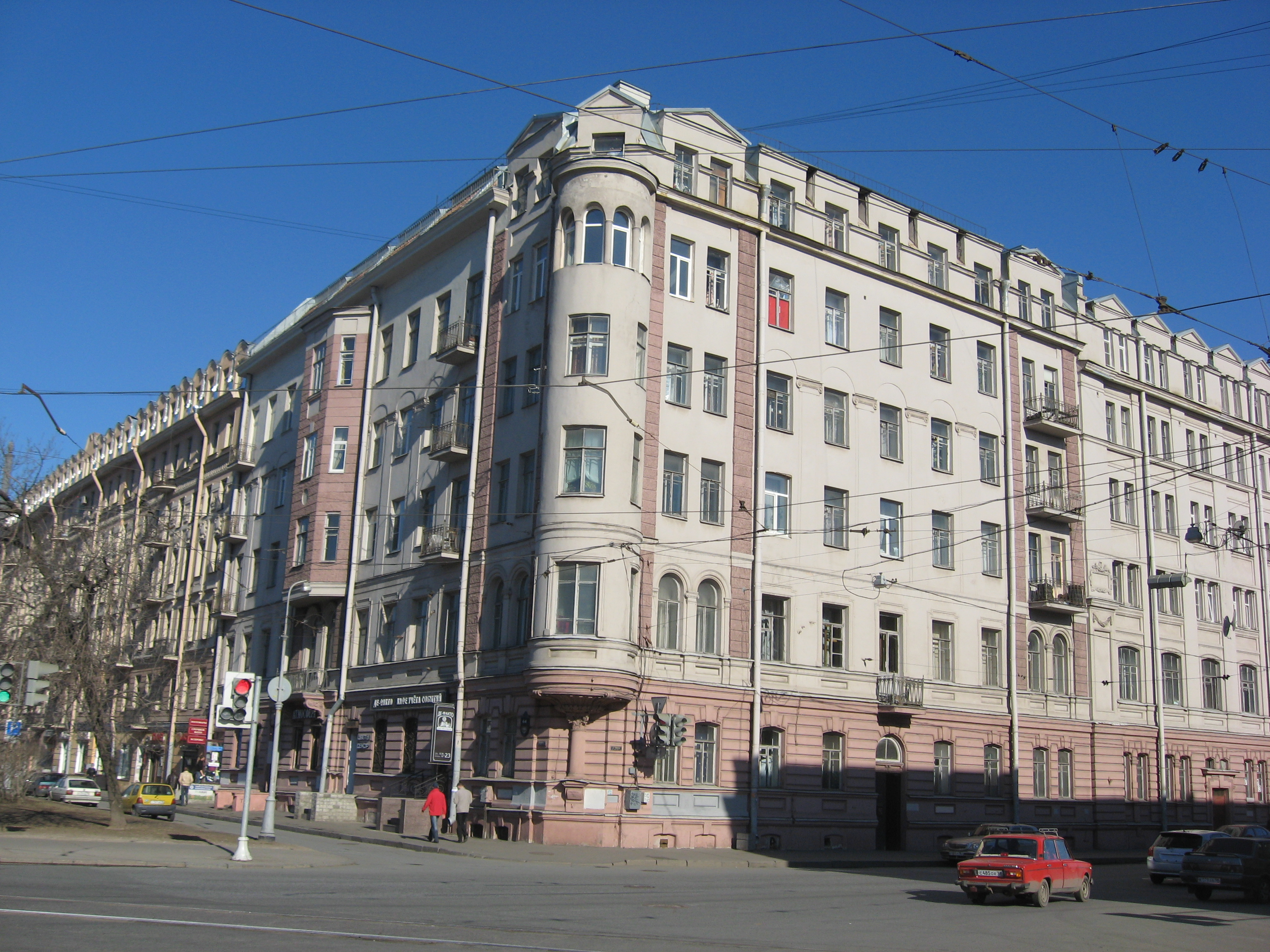
Дом В. А. Фролова на углу с Большим проспектом

### 22 линия
- Дом № 1 (21-я линия В. О., 2-6) — Санкт-Петербургский государственный горный университет, корпус 1806—1811 г., арх. Андрей Воронихин.
- Дом № 5 (Большой проспект В.О. дом № 64) — доходный дом с мастерской мозаичиста В. А. Фролова. 1899 год, арх. А. И. Богданов, надстройка 1914 года, арх. С. О. Овсянников.
- Дом № 7 — Городской училищный дом в память 19 февраля 1861 г. В настоящее время — Юридический факультет Санкт-Петербургского государственного университета.  781410561600005
- Дом № 9-11 (21-я линия Васильевского острова, 14 литера Л) — здание соединённых училищ дальнего плавания и судовых механиков торгового флота, построено в 1904—1905 гг. по проекту гражд. инж. Р. А. Берзена.  7830540000 Сейчас здесь находится Центр морских арктических компетенций (ЦМАК) при Государственном университете морского и речного флота им. адмирала С. О. Макарова[3].

### 23 линия
- Дом № 2а — бывшее здание Главной геофизической лаборатории при Горном институте, 1846—1849 годы, арх. А. Гельшер. Сейчас здесь размещается Северо-западное управление по гидрометеорологии и мониторингу окружающей среды и Санкт-Петербургское отделение Государственного океанографического института[4].
- Дом № 10 — здание Василеостровской трансформаторной подстанции городского трамвая, 1906 г., гражд. инж. Л. Б. Горенберг, арх. Алексей Зазерский (?).  7830541000
- Дом № 16 (Большой проспект В.О. дом № 77) — больница Санкт-Петербургского биржевого купечества в память императора Александра II и часовня Св. Александра Невского (сейчас часовня Иоасафа Белгородского при Детской инфекционной больнице № 3). Корпуса постройки 1887—1889 годов и часовня 1891 года по проекту архитектора В. А. Шрётера.
- Дом № 18 — Доходный дом П. М. Лазарева (сейчас Детская городская инфекционная больница № 3). Год постройки 1914—1915, арх. Н. И. Алексеев.
- Дом № 20 — Доходный дом Г. А. Смельта. Год постройки 1899—1900, арх. Фёдор Фёдорович Миритц, совладелец архитектурно-строительной конторы «Ф. Ф. Миритц и И. И. Герасимов».